# 리나레스 데포르티보
리나레스 데포르티보(스페인어: Linares Deportivo)는 스페인 안달루시아주 하엔도 리나레스를 연고로 하는 축구단으로 1971년에 설립되었으며 현재 세군다 페데라시온에 참가하고 있다. 2009년에 해체된 CD 리나레스를 대체하기 위해 AD 리나레스(Asociación Deportiva Linares)라는 이름으로 창단되었으며 홈 구장은 10,000명을 수용할 수 있는 에스타디오 무니시팔 데 리나레호스를 이용하고 있다.

## 선수 명단

### 현역
참고: FIFA 자격 규정에 따라 소속된 국가대표팀 국기를 표시합니다. 선수는 복수의 FIFA 비회원국 국적을 가지고 있을 수 있습니다.
| 번호 | 포지션 | 국적 | 이름                        |
| ---- | ------ | ---- | --------------------------- |
| 1    | GK     |      | 에르네스타스 쥬스케비치우스 |

| 번호 | 포지션 | 국적 | 이름 |
| ---- | ------ | ---- | ---- |